# Sedum dugueyi
Sedum dugueyi är en fetbladsväxtart som beskrevs av R.-hamet. Sedum dugueyi ingår i Fetknoppssläktet som ingår i familjen fetbladsväxter. Inga underarter finns listade i Catalogue of Life.